# Herman I de Winzenburg
Herman I (cunoscut și ca Herman de Windberg) (n. cca. 1083 – d. 1137 sau 1138) a fost conte de Formbach și Radelberg. De asemenea, între 1109 și 1130, el a fost conte de Winzenburg, iar din 1122 până la moarte și conte de Reinhausen. El a mai fost landgraf de Thuringia între 1111 și 1130, ca și margraf de Meissen între 1124 și 1130. A îndeplinit și funcția de bail al abației de Corvey.
Herman era fiul contelui Meginhard al IV-lea de Formbach și al soției acestuia, Matilda, fiică a contelui Elli al II-lea de Reinhausen.
De la o vârstă fragedă, el s-a alăturat unchiului său pe linie maternă, episcopul Udo de Gheichen-Reinhausen, la Hildesheim. Ajuns acolo, Herman a urmat cursurile școlii catedralei. La vârsta de 16 ani, a călătorit împreună cu unchiul său la Mainz, pentru a fi prezentat împăratului, la 9 noiembrie 1099.
El a fost primul membru al familiei care s-au autointitulat ca fiind de Winzenburg, nume primit de la castelul Winzenburg, situată la sud-est de Alfeld, castel pe care l-a primit ca fief din partea unchiului său Udo.
Herman a fost un sfetnic al împăratului Henric al V-lea și a devenit extrem de influent sub domnia acestuia. În 1109, Henric l-a trimis la Roma, ca membru al unei misiuni diplomatice. În 1111 sau 1112, el a devenit primul landgraf de Thuringia, după ce aceasta a fost desprinsă din Ducatul de Saxonia.
El și-a îndeplinit pentru o vreme obligațiile de bail al abației de Corvey. Atunci când fiii contelui Widekind I de Schwalenberg au atacat abația, Herman a rămas pasiv.
În cadrul luptei pentru învestitură, Herman a luat partea papei. Din acest motiv, el a fost nevoit să abandoneze regiunea în care se născuse, pe cursul superior al Innului. El a făcut o largă donație abației de Göttweig.
În 1122, unchiul său Herman al III-lea de Reinhausen a murit la Formbach, drept pentru care linia masculină a conților de Reinhausen s-a stins. Din poziția de ruda cea mai apropiată, Herman I a moștenit Reinhausen și a devenit totodată bail al abației de Reinhausen, pe care strămoșii săi pe linie maternă îl întemeiaseră. La finele aceluiași an, a murit și tatăl său, iar Herman I a preluat și moștenirea asupra Windberg și Formbach, devenind și conte de Leinegau.
În 1130, Herman a intrat în conflict cu Burchard I de Loccum, sfetnic al împăratului Lothar al III-lea, în legătură cu construirea unui castel de către Burchard. Herman I a aranjat asasinarea lui Burchard într-un cimitir. În 18 august 1130, în timpul dietei din Quedlinburg, Herman a fost pus în afara legii ca asasin, iar toate fiefurile sale au fost revocate:
- landgrafatul de Thuringia a fost acordat lui Ludovic.
- marca de Meissen a fost oferită integral lui Conrad de Wettin.
- castelul Winzenburg și moșiile aferente au revenit episcopatului de Hildesheim.

Herman I, împreună cu fiii săi Herman (al II-lea) și Henric, s-a retras la castelul din Winzenburg, pe care l-au apărat vreme de câteva luni împotriva armatei trimise de către împărat. Totuși, au fost nevoiți să capituleze în 31 decembrie 1130. Herman I a fost apoi arestat și dus în Blankenburg. S-a aflat apoi deținut în custodie în Renania pentru mai mulți ani. În 1134, el a fost eliberat și însărcinat cu diferite misiuni cu caracter defensiv în Holstein. El a fost comandant al fortăreței din Segeberg, unde a murit în 1137 sau 1138. Moartea sa a fost menționată într-un document referitor la familia care a întemeiat abația de Reinhausen, scris de abatele Reinhard cândva între 1153 și 1156. Reinhard însuși a murit în 7 mai 1156 și a fost înmormântat în biserica acelei abații.

## Căsătorie și urmași
Herman a fost căsătorit în două rânduri. Prima sa soție a fost o contesă de Everstein, al cărei nume nu s-a păstrat. Cu aceasta, el a avut doi copii:
- Sofia (n. cca. 1105 – d. 25 martie 1160), căsătorită cu Albert Ursul, margraf de Brandenburg
- Conrad

Cea de a doua soție a fost fie Hedwiga de Assel-Woltingerode, fie Hedwiga de Carniola-Istria, nepoată a contelui Ulrich al II-lea de Weimar-Orlamünde (d. 1112). Din a doua căsătorie au rezultat alți patru urmași:
- Beatrix, abatesă de Quedlinburg (d. 2 aprilie 1160)
- Herman (n. cca. 1110 – d. 20 sau 30 ianuarie 1152)
- Matilda (cunoscută și ca Jutta) (d. 22 mai 1155), căsătorită în 1128 cu contele Udo al IV-lea de Stade, margraf al Mărcii de Nord
- Henric (n. cca. 1110-1115 – d. 1146), conte de Assel